# 田学斌
田学斌（1963年12月—），男，甘肃会宁人，中華人民共和國政治人物。曾任中华人民共和国水利部副部长。

## 简历
1983年7月参加工作，1984年4月加入中共，甘肃工业大学机械制造工艺及设备专业工学学士，中国社会科学院研究生院农业经济管理专业在职研究生管理学博士，副研究员。1992年11月担任中共中央办公厅、国务院办公厅秘书。2008年4月任国务院研究室党组成员。2008年11月，任国务院研究室副主任。2015年8月任中华人民共和国水利部副部长，2024年1月到龄卸任水利部副部长退休。